# Играч број 1
Играч број 1 (енгл. Ready Player One) је амерички научнофантастични авантуристички филм из 2018. године редитеља Стивена Спилберга. Сценарио потписују Зак Пен и Ернест Клајн на основу романа Играч број 1 из 2011. године аутора Ернеста Клајна док су продуценти филма Стивен Спилберг, Доналд Ди Лајн, Ден Фарах и Кристи Макоско Кригер. Музику је компоновао Алан Силвестри. 
Глумачку екипу чине Тај Шеридан, Оливија Кук, Бен Менделсон, Ти Џеј Милер, Сајмон Пег и Марк Рајланс. Светска премијера филма је била одржана 29. марта 2018. у Сједињеним Америчким Државама.
Буџет филма је износио 175 милиона долара, а зарада од филма је 583 милиона долара.

## Радња
Играч број 1 прати причу тинејџера Вејда (Тај Шеридан) који своје дане проводи играјући OASIS. Вејд има жељу да из суморног света побегне у глобалну мрежу виртуелне утопије где корисници воде идиличне алтернативне животе.
Када ексцентрични мултимилијардер и творац игрице Џејмс Халидеј (Марк Рајланс) умре, у тестаменту остави своје богатство ономе ко победи у добро смишљеном лову на благо. Користећи свој аватар, Вејд ће у трци за благом морати да се супротстави моћним противницима који га неће престати нападати и у стварном свету.

## Улоге
| Глумац        | Улога         |
| ------------- | ------------- |
| Тај Шеридан   | Вејд Ватс     |
| Оливија Кук   | Саманта Кук   |
| Бен Менделсон | Нолан Соренто |
| Ти Џеј Милер  | i-R0k         |
| Сајмон Пег    | Огден Мороу   |
| Марк Рајланс  | Џејмс Халидеј |